# (96506) Oberösterreich
(96506) Oberösterreich est un astéroïde de la ceinture principale.

## Description
(96506) Oberosterreich est un astéroïde de la ceinture principale. Il fut découvert le 26 juillet 1998 à Linz par Erich Meyer. Il présente une orbite caractérisée par un demi-grand axe de 2,63 UA, une excentricité de 0,17 et une inclinaison de 16,2° par rapport à l'écliptique.

## Compléments